# Jussari
Jussari är en kommun i Brasilien.   Den ligger i delstaten Bahia, i den östra delen av landet, 900 km öster om huvudstaden Brasília. Antalet invånare är 6 467.
I omgivningarna runt Jussari växer i huvudsak städsegrön lövskog. Runt Jussari är det ganska glesbefolkat, med 36 invånare per kvadratkilometer.